# Attila Feri
Attila Feri (ur. 24 września 1968 w Târgu Mureș) – węgierski sztangista reprezentujący początkowo Rumunię, brązowy medalista igrzysk olimpijskich.

## Kariera
Swój pierwszy medal na arenie międzynarodowej wywalczył podczas mistrzostw Europy w Warszawie w 1995 roku, zajmując trzecie miejsce w wadze lekkiej. Na rozgrywanych rok później igrzyskach olimpijskich w Atlancie zdobył brązowy medal w tej samej kategorii wagowej. W zawodach tych wyprzedzili go jedynie Chińczyk Zhan Xugang i Kim Myong-nam z Korei Północnej. Ponadto wywalczył kolejny brązowy medal na mistrzostwach Europy w Trenczynie w 2001 roku. Brał też udział w igrzyskach olimpijskich w Atenach w 2004 roku, gdzie był szósty w wadze średniej oraz w igrzyskach olimpijskich w Barcelonie w 1992 roku, zajmując dwunaste miejsce w wadze lekkiej.